# Ganoderma leytense
Ganoderma leytense är en svampart som beskrevs av Steyaert 1972. Ganoderma leytense ingår i släktet Ganoderma och familjen Ganodermataceae.   Inga underarter finns listade i Catalogue of Life.